# Destinație Luna
Destinație Luna (titlu original Destination Moon) este un film american din 1950 științifico-fantastic produs de George Pal, cel care va produce mai târziu filmele When Worlds Collide, Războiul lumilor și Mașina timpului. Filmul este regizat de Irving Pichel. Scenariul, scris de James O'Hanlon și Rip Van Ronkel după povestirea Rocket Ship Galileo (1947) de Robert A. Heinlein. În film interpretează John Archer, Warner Anderson, Tom Powers și Dick Wesson.
Acesta a fost primul mare film science-fiction produs în Statele Unite care a prezentat realistic perspectiva călătoriilor în spațiul cosmic. Scriitorul de science-fiction Robert A. Heinlein a contribuit semnificativ la scenariu și a servit drept consilier tehnic. Heinlein a publicat de asemenea, o povestire, Destinație Luna, bazată pe scenariu.

## Povestea
Patru astronauții americani decolează din deșertul New Mexico și zboară spre Lună. Ei aselenizează după mai multe dificultăți care duc la consumarea unei cantități mai mari de combustibil decât anticipaseră. În consecință, echipajul trebuie să ducă o cursă contra cronometru pentru a ușura nava în scopul unei reveniri încununate de succes pe Pământ.
Filmul are în vedere premisa că sectorul privat din SUA va finanța și fabrica prima navă pentru a ajunge pe Lună, având în vedere amenințarea sovietică din acele vremuri, și apoi guvernul Statelor Unite va cumpăra sau va închiria tehnologia respectivă. Industriașii vizionari sunt prezentați cooperând pentru a sprijini riscurile financiare.

## Distribuție
- John Archer este Jim Barnes
- Warner Anderson este Dr. Charles Cargraves
- Tom Powers este General Thayer
- Dick Wesson este Joe Sweeney
- Erin O'Brien-Moore este Emily Cargraves
- Franklyn Farnum este Lucrător la fabrică1
- Everett Glass este Mr. La Porte1
- Knox Manning este Knox Manning1

1 - necreditat